# Koniecmosty
Koniecmosty – wieś w Polsce położona w województwie świętokrzyskim, w powiecie buskim, w gminie Wiślica.
Przez wieś przechodzi  zielony szlak turystyczny z Wiślicy do Grochowisk. Miejscowość znajduje się na odnowionej trasie Małopolskiej Drogi św. Jakuba z Sandomierza do Tyńca, która to jest odzwierciedleniem dawnej średniowiecznej drogi do Santiago de Compostela.

## Historia
W XIX w. wieś i folwark w gminie Winiary Wiślickie i parafii Stary Korczyn. Była połączona z Wiślicą groblą o długości pół wiorsty. Groblę tę według podania miał zbudować Twardowski. W 1827 było tutaj 27 domów i 155 mieszkańców.
W latach 1954–1972 wieś należała i była siedzibą władz gromady Koniecmosty. W latach 1975–1998 miejscowość administracyjnie należała do województwa kieleckiego.

## Zabytki
- Budynek stacyjny, drewniany (po 1918), wpisany do rejestru zabytków nieruchomych (nr rej.: A.83 z 20.02.1995) jako część Jędrzejowskiej Kolei Dojazdowej[8].
- Kapliczka św. Jana Nepumucena z XVIII w.